# Rhode aspinifera
Rhode aspinifera är en spindelart som först beskrevs av Nikolic 1963.  Rhode aspinifera ingår i släktet Rhode och familjen ringögonspindlar.
Artens utbredningsområde är Slovenien. Inga underarter finns listade i Catalogue of Life.